# 許庚身

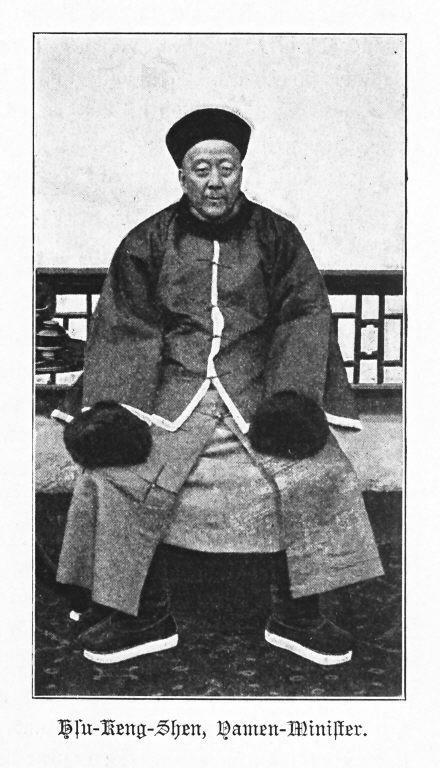
許庚身

許 庚身（きょ こうしん、Xu Gengshen、1825年 - 1893年）は、清末の官僚。字は星叔、号は吉珊。
浙江省杭州府仁和県出身。天文学・数学・地理学に通じ、1852年に挙人となって、内閣中書に入った。1862年、進士となり、内閣侍読として方略館で各種の図書の編纂にあたった。その一方で軍機処にも属して、太平天国と捻軍に対する作戦計画の立案に参与した。1873年に光禄寺卿となり、1879年には礼部侍郎に昇進、その後戸部侍郎と刑部侍郎を歴任した。清仏戦争が勃発すると、刑部侍郎に軍機大臣・総理各国事務衙門大臣を兼任し、フランスに対して「外国を制御するのに上策はなく、籠絡することをよしとして、譲歩は避けなければならない」という態度をとった。1888年、兵部尚書に昇進。死後、太子太保と恭慎の諡号が贈られた。